# Grant Irwyn
Grant Irwyn (* 22. August 1984) ist ein australischer Bahn- und Straßenradrennfahrer.
Grant Irwyn gewann 2005 die vierte Etappe bei der Tour of the Murray River. Im folgenden Jahr wurde er australischer Bahnradmeister im Scratch der Eliteklasse. Ab Oktober fuhr er für das Continental Team DFL-Cyclingnews-Litespeed. In der Saison 2007 gewann er jeweils eine Etappe bei der Tour de Perth, bei der Tour of Gippsland und bei der Tour of Tasmania. Außerdem war er bei drei Teilstücken der Tour of the Murray River erfolgreich. 2008 und 2009 fuhr Irwyn für die Mannschaft Drapac Porsche und seit September 2009 bis Jahresende für das Team Budget Forklifts.

## Erfolge – Bahn
2006
- Australischer Meister – Scratch

## Teams
- 2006 DFL-Cyclingnews-Litespeed (ab 08.10.)

- 2008 Drapac Porsche
- 2009 Drapac Porsche (bis 31.08.)
- 2009 Team Budget Forklifts (ab 01.09.)